# 劉圭
劉圭，陝西咸陽人，清朝政治人物。拔貢出身。
劉圭是嘉慶辛酉年（1801年）拔貢。嘉慶八年（1803年）八月，任江蘇溧陽縣知縣，當年十月卸任。嘉慶十年（1805年）七月，任江蘇荆溪縣知縣。